# Supercoppa polacca 2022 (pallavolo maschile)
La Supercoppa polacca 2022, 11ª edizione della supercoppa nazionale di pallavolo maschile, si è svolta il 26 ottobre 2022: al torneo hanno partecipato due squadre di club polacche e la vittoria finale è andata per la seconda volta consecutiva allo Jastrzębski Węgiel.

## Regolamento
La formula ha previsto una gara unica.

## Squadre partecipanti
| Squadra            | Qualificazione                                                    |
| ------------------ | ----------------------------------------------------------------- |
| Jastrzębski Węgiel | Finalista Coppa di Polonia 2021-22                                |
| ZAKSA              | Vincitrice Polska Liga Siatkówki 2021-22/Coppa di Polonia 2021-22 |

## Torneo
| 26 ottobre 2022 Hala Globus, Lublino Durata: 2h:07 - Spettatori: ? | ZAKSA | 2 - 3 | Jastrzębski Węgiel | 26-24, 23-25, 25-18, 21-25, 13-15 |